# Dalophia angolensis
Espèce
Dalophia angolensis est une espèce d'amphisbènes de la famille des Amphisbaenidae.

## Répartition
Cette espèce se rencontre :
- en Angola ;
- en Zambie.

## Étymologie
Son nom d'espèce, composé de angol[a] et du suffixe latin -ensis, « qui vit dans, qui habite », lui a été donné en référence au lieu de sa découverte.

## Publication originale
- Gans, 1976 : Three new spade-snouted amphisbaenians from Angola (Amphisbaenia, Reptilia). American Museum Novitates, n. 2590, p. 1-11 (texte intégral).